# Aladdin Allahverdiyev
 (janvier 2018).
Pour les articles homonymes, voir Aladdin.
Aladdin Allahverdiyev (azéri : Ələddin Məmmədhüseyn oğlu Allahverdiyev), né le 29 mai 1947 à Kasaman, dans la république socialiste soviétique d'Arménie (URSS), est un scientifique soviétique, azerbaïdjanais et russe, d’origine azerbaïdjanaise. Il a été nommé professeur des universités en 2001. Chercheur soviétique, russe et azerbaïdjanais dans le domaine de l'élaboration de modèles mathématiques et de méthodes d'étude des processus ondulatoires et oscillatoires destinées à la conception des dispositifs et produits piézoélectriques utilisés dans l'exploration de l'océan mondial et de l'espace, la prospection sismique marine, les industries électroniques, de défense et médicales.

## Biographie
Aladdin Allahverdiyev naît le 29 mai 1947 dans le village Kasaman de la région Basargechar de la république socialiste soviétique d'Arménie. En 1964, il termine avec une médaille, l'école secondaire no 190 à Bakou. La même année, il entre à la faculté de mécanique et de mathématiques (département de mécanique) de l'université d'État d'Azerbaïdjan S.M. Kirov. Après sa troisième année, il poursuit ses études à la faculté de mécanique et de mathématiques de l'université d'État Lomonossov de Moscou. Son diplôme universitaire obtenu, il continue ses études en doctorat au département de dynamique des vagues et du gaz. Il soutient ensuite sa thèse de doctorat intitulée Étude des paramètres électro-physiques des structures piézoélectriques sous les oscillations couplées et obtient le grade de docteur (candidat ès sciences) en sciences physiques et mathématiques.
Après son doctorat à l'université d'État de Moscou Lomonossov, il est embauché, en 1974, par l'Institut de recherche scientifique du ministère de l'Industrie électronique de l'URSS (FONON). De 1974 à 1994, il y travaille successivement comme chargé de recherche, directeur de recherche et directeur du département de « modélisation mathématique ».
En 1994 et 1995, il est directeur général adjoint pour la recherche et la production dans la société russo-américaine Green Star International. En 1995 et 1996, il occupe le poste de directeur de l’Association des petites et moyennes entreprises de la ville de Zelenograd de la région de Moscou.
Depuis septembre 1996, il dirige le département des mathématiques supérieures et appliquées et est professeur à l'Académie nationale de gestion de Moscou (ANGM). Il est également doyen de la faculté d'économie et de gestion de 1997 à 1999 et, après 2000, premier vice-recteur au travail éducatif et méthodique de l'Académie.
Depuis décembre 2010 à ce jour[Quand ?], il travaille à l'Institut national de recherche sur la technologie électronique de Moscou (russe : МИЭТ) en tant que vice-recteur adjoint pour l'éducation, directeur du département du service de qualité du processus d’enseignement et professeur.
Allahverdiyev a consacré toute sa vie à la recherche et à l'enseignement. En 2001, il se voit attribuer par la décision de la Commission d'attestation supérieure de la fédération de Russie le titre académique de professor (professeur des universités).
Sous sa direction, sept doctorants ont défendu avec succès leur thèse.
Depuis plusieurs années, Allahverdiyev est membre du Conseil des vice-recteurs des établissements d'enseignement supérieur de la fédération de Russie, membre du conseil de coordination du département de l’enseignement supérieur de Moscou, membre du conseil académique de l’ANGM et président du conseil scientifique et méthodologique de l'Académie.

## Activités de recherche et d’enseignement
Pendant son travail à l'Institut de recherche scientifique FONON en tant que théoricien principal de l'Institut, A. Allahverdiyev a été directeur scientifique ou concepteur en chef adjoint de plus de trente travaux de recherche scientifique et de conception expérimentale dédiés au développement des dispositifs et produits utilisés dans divers domaines de la technologie. De nombreux résultats scientifiques et techniques de ses solutions innovantes, décrites dans plus de 150 articles scientifiques, et sept inventions d’A. Allahverdiyev ont été appliqués avec succès dans différents secteurs de la science et de la technologie, notamment dans l'étude de l'océan mondial, dans la sismique marine ; ils ont été mis en œuvre également par des entreprises électroniques (en particulier dans l'acoustique et la microélectronique), la défense et les industries médicales (en particulier, le capteur piézocéramique développé par lui et ses collègues a été appliqué avec succès dans la création du cœur artificiel).
Dans les années 1970 et 1980, les scientifiques et les concepteurs travaillant dans le domaine de la piézotechnologie ont été chargés de développer un capteur piézoélectrique avec des paramètres électro-physiques spécifiés et un poids et un volume minimaux. Utilisant le principe de maximum de Pontryagin, A. Allahverdiyev a été le premier à trouver une solution théorique à ce type de problèmes. Il a été aussi l'un des premiers scientifiques à résoudre, en coopération avec ses étudiants, des problèmes dynamiques électro-élastiques bidimensionnels et tridimensionnels sur la base d'un principe de variation généralisée avec l'utilisation de méthodes d'éléments finis et limites. Il était le premier parmi les scientifiques qui a réussi à prouver théoriquement l'existence de "l'effet de bord" dans les membranes de disques piézocéramiques.
Au cours des années de travail à l’ANGM, A. Allahverdiyev, avec ses collègues du département de mathématiques supérieures et appliquées qu’il dirigeait, a publié plus de vingt manuels et supports pédagogiques sur l’application des mathématiques en économie et gestion.

## Participation à des conférences scientifiques
A. Allahverdiyev a fait plus de soixante exposés scientifiques (dont dix pléniers) à trente congrès, conférences et colloques industriels internationaux, d’URSS, puis de toute la Russie, consacrés à la propagation des ondes de surface dans les environnements piézoélectriques et à l’étude des paramètres électriques de structures piézocéramiques sous des oscillations couplées.
Certains de ces événements scientifiques :
1. Symposium de l’Union soviétique sur la propagation des ondes élastiques et élasto-plastiques (Frounzé, 1974, Novossibirsk, 1986) ;
2. Conférence de l’Union soviétique sur la mécanique des milieux continus (Tachkent, 1979) ;
3. Conférence de l’Union soviétique sur la ferroélectricité (Rostov-na-Donu, 1979, Minsk, 1982) ;
4. Conférence de l’Union soviétique sur la résistance des matériaux et des éléments structuraux aux fréquences de chargements sonores et ultrasonores (Kiev, 1979, 1980, 1981, 1982) ;
5. Conférence de l’Union soviétique sur la théorie de l'élasticité (Tbilissi, 1984) ;
6. Conférence de l’Union soviétique sur l'électronique acoustique et l'acoustique quantique (Moscou, 1984) ;
7. Conférence de l’Union soviétique sur l'impact des influences externes sur la structure réelle des ferroélectriques et des piézoélectriques » (Chernogolovka, 1984) ;
8. Conférence de l’Union soviétique sur la modélisation des rebonds et l'imitation sur l’ordinateur des tests statiques de produits de la technologie électronique (Moscou, 1985) ;
9. Congrès de l’Union soviétique sur la mécanique théorique et appliquée (Tachkent, 1986) ;
10. Conférence acoustique de l’Union soviétique (Moscou, 1994) ;
11. Conférence internationale « Cristaux : croissance, propriétés, structure réelle, application » (Alexandrov, 2001, 2002, 2003) ;
12. Conférence internationale de jubilé « Monocristaux et leur application du XXe siècle à 2004 » ;

et d’autres.
Lors des deux dernières conférences, A. Allahverdiyev a fait treize exposés scientifiques dont trois pléniers. Il a également été membre des comités d’organisation ou de programmation de plusieurs de ces événements. Encore doctorant, il avait participé à la Conférence internationale sur l'aéronautique à Bakou (1973).

## Inventions
1. Brevet d’invention no  169926 du 4 septembre 1980
2. Brevet d’invention no  179728 du 6 octobre 1982
3. Brevet d’invention no  1063257 du 22 août 1983
4. Brevet d’invention no  300747 du 1er septembre 1989
5. Brevet d’invention no  1534760 du 8 septembre 1989
6. Brevet d’invention no  308342 du 1er février 1990
7. Brevet d’invention no  308340 du 1er février 1990

## Articles scientifiques (certains)
1. «Sur la théorie des oscillations couplées des disques piézocéramiques » / "К теории связанных колебаний пьезокерамических дисков" (В кн. "Волновая и газовая динамика", Изд. МГУ, в. 2, М., 1979), (en russe).
2. « Sur l’oscillation du transducteur de pouls piézocéramique à des fins médicales » / "О колебании пьезокерамического преобразователя пульса для медицинских целей" ("Военная техника и экономика", № 3, М., 1978), (en russe).
3. « Récepteur piézoélectrique cylindrique de la pression pour la sismique marine »/ "Цилиндрический пьезоприемник давления для морской сейсморазведки" ("Электроника", № 7, М., 1984), (en russe).
4. « Sur la théorie des oscillations non stationnaires des disques et anneaux piézocéramiques » / "К теории неустановившихся колебаний пьезокерамических дисков и колец" (Докл. АН УССР, № 2 Т., 1980), (en russe).
5. « Recherche sur les caractéristiques d'orientation des transducteurs émetteurs-récepteurs » / "Исследование характеристик направленности приемо-излучающих преобразователей" ("Дефектоскопия", № 6, Изд .АС СССР, M., 1990), (en russe).***
6. « Méthode de prise en compte de l'impact des conditions aux limites électriques sur le coude dans des plaques piézoélectriques multicouches » / "Метод учета влияния электрических граничных условий на изгиб многослойных пьезоэлектрических пластин", (Материалы докладов международной конференции "Кристаллы:. Рост, свойства, применение" Александров, 2002 ), (en russe).
7. « Calcul des transducteurs piézocéramiques sphériques avec la prise en compte des pertes » / "Расчет сферических пьезокерамических преобразователей с учетом потерь" ( "Электронная техника", сер. Радиодетали и радиокомпоненты, в. 3 (80), М., 1990), (en russe).
8. « La méthode de calcul des caractéristiques acoustiques des transducteurs piézocéramiques multicouches » / "Метод расчета акустических характеристик многослойных пьезокерамических преобразователей" (Материалы докладов международной конференции "Кристаллы: рост, свойства, применение » Ал-в, 2003), (en russe).
9. « L'étude des oscillations de transducteurs piézocéramiques composites » / "Исследование колебаний составных пьезокерамических преобразователей" ( "Электронная техника", сер. Радиодетали и радиокомпоненты, в. 2 (67), М., 1987), (en russe).
10. « Méthode d'optimisation de la forme des transducteurs piézoélectriques oscillants » / "Метод оптимизации формы пьезоэлектрических преобразователей, совершающих колебания" ("Прикладная механика" К., т.26, №9, 1990 "), (en russe).
11. « L’impact des charges d'impulsion sur les caractéristiques de résistance des éléments piézocéramiques » / "Влияние импульсных нагрузок на прочностные характеристики пьезокерамических элементов" (В кн. "Прочность поликристаллических кристаллов", Изд. АН СССР, Л., 1981), (en russe).
12. « Oscillations non stationnaires couplées des cylindres piézocéramiques » / "Связанные неустановившиеся колебания пьезокерамических цилиндров" ("Изв. АН УССР, № 2 1982), (en russe).
13. « La méthode de calcul des caractéristiques des transducteurs piézocéramiques dans le domaine des fréquences de résonance » / "Метод расчета характеристик пьезокерамических преобразователей в области резонансных частот", ( "Электронная техника", сер. Радиодетали и радиокомпоненты, в. 1 (82), М., 1991), (en russe).
14. « L’augmentation de la fiabilité lors de la conception des radiateurs sphériques piézocéramiques», « Propagation des ondes acoustiques de surface dans des environnements piézoélectriques homogènes » (Conférence internationale de jubilé «Monocristaux et leur application du XXe siècle à 2004 », Aleksandrov, Russie, 2004) .
15. « Les caractéristiques acoustiques du radiateur piézocéramique cylindrique vibrant en milieu liquide infini », « Propagation des ondes acoustiques de surface dans des environnements piézoélectriques homogènes » (Conférence internationale de jubilé « Monocristaux et leur application du XXe siècle à 2004 » Aleksandrov, Russie, 2004)
16. « Méthode de détermination des constantes électro-élastiques des matériaux piézocéramiques » / " Метод определения электроупругих констант пьезокерамических материалов" (В кн. "Основы физики элементов микроэлектронных приборов", М., 1992), (en russe).
17. « Méthode de calcul de la contrainte mécanique des anneaux et des disques piézocéramiques pendant les excitations électriques alternatives » / "Метод расчета механических напряжений пьезокерамических колец и дисков при переменном электрическом возбуждении" (В кн. "Прочность материалов и элементов конструкций при звуковых и ультразвуковых частотах нагружения", Kiev, 1980), (en russe).
18. « Oscillations de cisaillement-flexion couplées des transducteurs piézocéramiques aux disques multicouches » / "Связанные изгибно-сдвиговые колебания слойно-ступенчатых дисковых пьезокерамических преобразователей" ( "Прикладная механика », Киев, 1987, т. 23, № 5), (en russe) .
19. « Adaptation des fréquences des vibrations ultrasoniques de divers transducteurs électroacoustiques composites » / "Согласование частот ультразвуковых колебаний различных составных электроакустических преобразователей". (В сб. «Материалы I Всесоюзной конференции по акустоэлектронике и квантовой акустике», Moscou, 1984), (en russe).
20. « Distribution des ondes acoustiques de surface dans des environnements piézoélectriques partiellement homogènes » / "Распространение поверхностных акустических волн в кусочно-однородных пьезоэлектрических средах". (В кн. "Материалы VI Всесоюзного съезда по теоретической и прикладной механике", Изд. "Фан", Ташкент, 1986), (en russe).
21. « Le développement durable comme un paradigme de la philosophie de l’éducation » / "Устойчивое развитие как парадигма философии образования". (В кн. "Эпоха глобальных проблем (Опыт философского осмысления)". Изд. МГИДА, М., 2004), (en russe).
22. « L'application des méthodes mathématiques dans les sciences sociales » / "Применение математических методов в социальных науках". (В кн. "Экономика и социальная сфера: человек, город, Россия", Изд. МГИДА, М., 2005), (en russe).
23. « Le système de classement comme un procédé centré sur la personnalité et son rôle dans le développement des capacités des étudiants » / "Рейтинговая система как личностно-ориентированная технология и ее роль в развитии способностей студента". (В кн. «На путях к личностно-ориентированному образованию», Изд. МГИДА, М., 2000), (en russe).
24. « Mathématiques et son rôle dans la formation des gestionnaires modernes » / "Математика и еe роль в подготовке современных менеджеров". (В кн. «Философско-педагогический анализ проблемы гуманизации образовательного процесса», Изд. МГИДА, М., 2001), (en russe).

## Manuels universitaires (certains)
1. « Séquences numériques » / « Числовые последовательности », Изд. МГИДА, Moscou, 1998 (en russe).
2. « Analyse mathématique (pour les étudiants en économie) » / « Математический анализ (для экономических специальностей) », Изд. МГИДА, Moscou, 2001 (en russe).
3. « Mathématiques appliquées. Théorie des graphes (pour les étudiants en économie) » / « Прикладная математика. Теория графов (для экономических специальностей) », Изд. МГИДА, Moscou, 2001 (en russe).
4. « Théorie de la probabilité et statistiques mathématiques » / « Теория вероятностей и математическая статистика », Изд. МГИДА, Moscou, 2004 (en russe).
5. « Algèbre linéaire et éléments de géométrie analytique » / « Линейная алгебра и элементы аналитической геометрии », Изд. МГИДА, Moscou, 2004 (en russe).
6. « Équations différentielles (pour les étudiants en économie) » / Дифференциальные уравнения (для экономических специальностей). Изд. МГИДА, Moscou, 2005 (en russe).
7. « Statistiques mathématiques (pour les étudiants en économie) » / « Математическая статистика (для экономических специальностей) », Изд. МГИДА, Moscou, 2005 (en russe).

## Distinctions

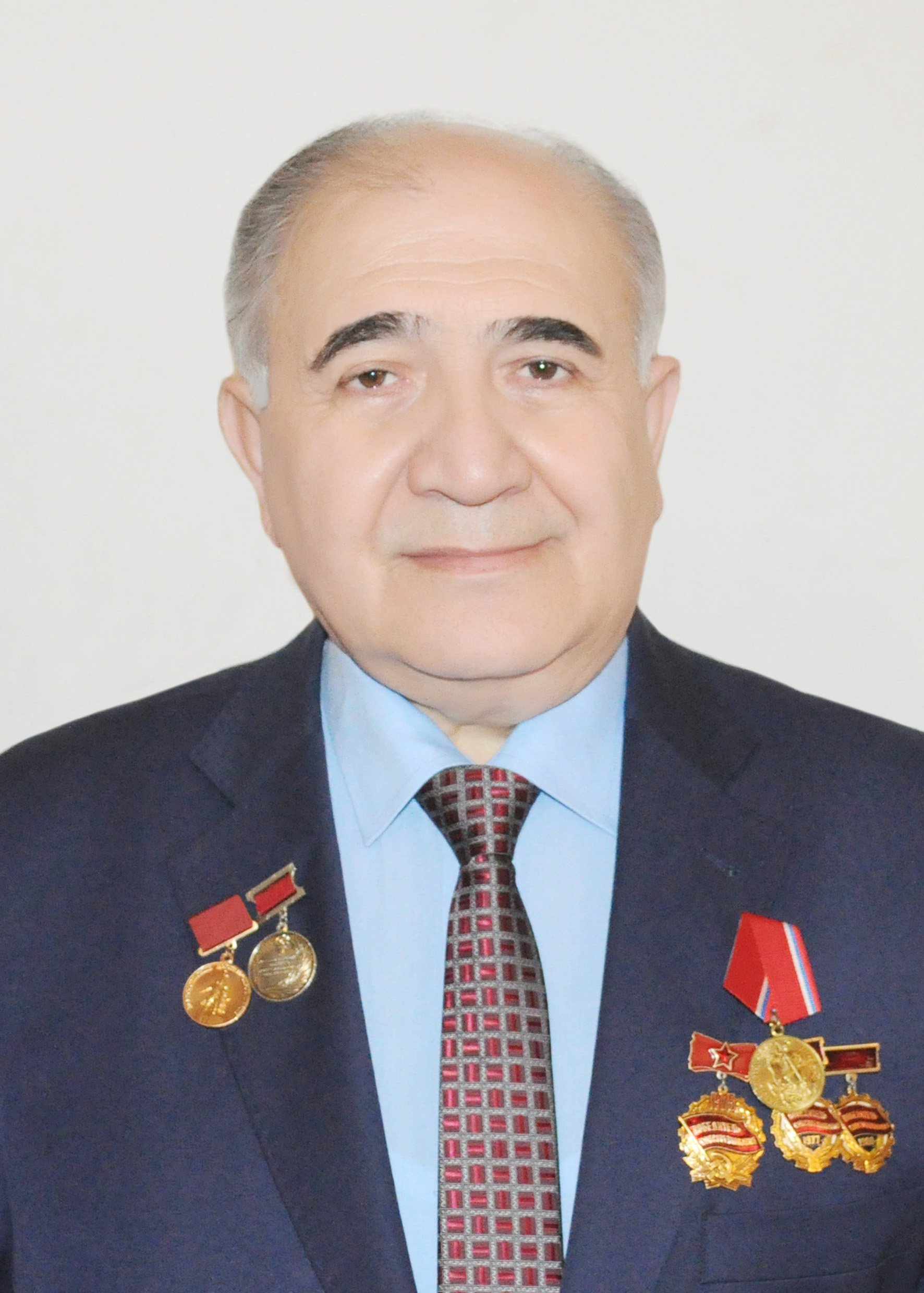

Pour ses réalisations dans les domaines scientifique, industriel et pédagogique A.Allahverdiyev a reçu plusieurs distinctions d’État et industrielles :
- L’insigne de distinction « Fonctionnaire honoraire de l'enseignement professionnel supérieur »
- La médaille « En mémoire du 850e anniversaire de Moscou » (1997)
- La médaille de « Lauréat du Centre Panrusse des Expositions » (Всероссийский выставочный центр)
- La médaille des « 250 ans de Lomonossov de l’Université d’État de Moscou »
- Trois insignes de distinction pour ses succès dans le travail, établis par le Comité Central du PCUS, le Conseil des ministres de l'URSS, le Comité Central des syndicats et le Comité Central de la LYCLSU en 1975, 1977 et 1980
- La prime du concours du Présidium de la Direction Centrale de la Société Médicale Technique Scientifique de l'Union Soviétique pour sa contribution au développement de la technologie médicale
- À quatre reprises (2001-2004), le lauréat du concours d’État de la ville de Moscou « Grant of Moscow » dans le domaine de la science et de la technologie dans l’éducation
- Prix en argent ; des dizaines d’autres diplômes honorifiques et certificats discernés par divers organismes.
- Médaille Khalil Rahmatulin, éminent chercheur -mécanicien, Héros du travail socialiste, académicien, professeur, docteur ès sciences physiques et mathématiques, lauréat de quatre ordres de Lénine et de plusieurs prix d'État de l'URSS, décernée par le Comité National de la Mécanique théorique et appliquée de l'Académie des sciences de la Russie.
- Médaille Georgy Tyulin, Héros du travail socialiste, lieutenant général, lauréat du prix Lénine, professeur, docteur ès sciences techniques, décernée par la Fédération de la Cosmonautique de Russie[13].

## Famille
A. Allahverdiyev est marié, a un fils et une fille, et quatre petits-enfants.
Sa femme, Mahsati Kengerli, patronyme Ismail, est née en 1951 à Nakhitchevan. Elle y a terminé l'école secondaire avec une médaille. Diplômée de la Faculté de chimie de l'université d'État Lomonosov de Moscou, elle détient un doctorat en chimie et est une chercheuse de premier plan à l'Institut de recherche scientifique des matériaux. Elle est également l'auteur de nombreux articles scientifiques et titulaire de brevets d'inventions.
Son fils, Togrul Allahverdiyev, est né en 1979 à Moscou. Il est diplômé d’honneur de l'Académie diplomatique du ministère des Affaires étrangères de la Fédération de Russie (spécialisation « Économie mondiale »), et diplômé d’honneur de l'université d'État de Gestion (spécialisation « Gestion »). Il a un doctorat en économie. Il est l'auteur de la monographie « Corporate Management of Innovative Development » et de plus de dix articles scientifiques. Il a travaillé comme chef du département de gestion des risques dans la société « Svyaz-Invest », chef du département de gestion des risques du groupe Cherkizovo, responsable du département de gestion des risques de la célèbre aciérie russe NLMK, qui possède des succursales et des usines dans sept pays du monde — aux États-Unis, au Canada, en Europe de l’Ouest — ainsi que dans de nombreuses régions de la Fédération de Russie. Il travaille actuellement à Amsterdam en tant que directeur exécutif de la gestion des risques et du contrôle interne chez « Eurasian Resources Group ». Il est marié et a une fille.
Sa fille, Ayten Allahverdiyeva-Rafibeyli est née en 1982 à Moscou. Elle a terminé le lycée général de Moscou no 842 avec une médaille. Elle est diplômée avec distinction de la Première Université de médecine d'État de Moscou I.M.Sechenov. Depuis qu’elle a terminé ses études en résidence, elle travaille comme chirurgienne dans la ville de Doha, la capitale du Qatar, dans le domaine de la chirurgie plastique. Elle est mariée et a trois enfants.